# Franz Sackersdorff
Franz Julius Sackersdorff (* 7. Juli 1804 in Tilsit; † 16. Februar 1881 in Gudwallen) war ein preußischer Generalmajor.

## Leben

### Herkunft
Franz war ein Sohn des Kaufmanns Franz Theodor Sackersdorff und dessen Ehefrau Elisabeth, geborene Rückner.

### Militärkarriere
Sackersdorff trat am 1. Mai 1822 als Dragoner in das 1. Dragoner-Regiment der Preußischen Armee ein und avancierte bis Ende August 1825 zum Sekondeleutnant. 1841/42 war er zur Lehreskadron kommandiert und diente anschließend als Regimentsadjutant. Er wurde am 31. März 1846 zum überzähligen Premierleutnant befördert und am 27. März 1847 einrangiert. Am 27. November 1849 wurde er als Rittmeister dem 3. Dragoner-Regiment aggregiert und als Adjutant der Remonteinspektion kommandiert. Unter Belassung in dieser Stellung wurde Sackersdorff im Mai 1851 à la suite des Regiments gestellt und als Major am 14. März 1857 zum Präses der Remonte-Ankaufkommission für die mittleren Provinzen ernannt. In dieser Stellung erhielt er den Roten Adlerorden III. Klasse mit Schleife und stieg zum Oberst auf. Am 10. März 1866 wurde er mit Pension und der Berechtigung zum Tragen der Uniform des Litthauischen Dragoner-Regiments Nr. 1 (Prinz Albrecht von Preußen) zur Disposition gestellt.
Für die Dauer des Deutschen Krieges wurde er 1866 zunächst als Inspekteur der Ersatzeskadronen des I. Armee-Korps und später als stellvertretender Remonte-Inspekteur verwendet. Während der Mobilmachung anlässlich des Krieges gegen Frankreich war Sackersdorff 1870/71 erneut Inspekteur der Ersatzeskadronen des I. Armee-Korps. Er erhielt am 8. April 1871 den Charakter als Generalmajor und bei seiner Verabschiedung am 15. Juli 1871 den Kronen-Orden II. Klasse. Am 16. Februar 1881 starb er in Gudwallen (Kreis Darkehmen).

### Familie
Sackersdorf heiratete am 2. Mai 1843 in Tilsit Emilie Stiemer (1811–1845), eine Tochter eines Oberstleutnants aus dem 1. Dragoner-Regiments. Aus der Ehe ging der spätere Rittmeister Heinrich Julius Emil (* 1844) hervor. Nach dem Tod seiner ersten Frau heiratete er am 12. September 1849 in Lentweden die Schwester seiner ersten Frau Wilhelmine Henriette Mathilde Stiemer (1810–1883).